# Chad Hurley
Chad Hurley (Birdsboro, 24 gennaio 1977) è un imprenditore e informatico statunitense, cofondatore ed ex amministratore delegato (CEO) di YouTube. Ha anche co-fondato MixBit, un servizio di condivisione video poi chiuso. Nell'ottobre 2006, lui e Steve Chen hanno venduto YouTube per 1,65 miliardi di dollari a Google.
Hurley ha lavorato nella divisione PayPal di eBay - uno dei suoi compiti riguardava la progettazione del logo originale di PayPal – prima di co-fondare YouTube con i colleghi di PayPal Steve Chen e Jawed Karim. Hurley era il principale responsabile degli aspetti di tagging e condivisione video di YouTube.

## Biografia
Hurley è nato a Reading, in Pennsylvania, secondo figlio di Don e Joann Hurley, ed è cresciuto vicino a Birdsboro, in Pennsylvania. Ha una sorella maggiore, Heather, e un fratello minore, Brent.
Fin dall'infanzia, Hurley ha mostrato interesse per le arti e si è interessato ai computer e ai media elettronici durante il liceo. È stato un corridore di spicco per il programma di sci di fondo della Twin Valley High School, che ha vinto due dei suoi titoli statali PIAA con lui come membro nel 1992 e nel 1994. È stato anche membro della Technology Student Association durante il liceo. Si è diplomato alla Twin Valley High School nel 1995 e ha conseguito una laurea in Belle Arti presso l'Indiana University of Pennsylvania nel 1999.

## Carriera

### PayPal
Mentre sta per laurearsi, Hurley sente parlare di una nuova società, PayPal, all'epoca dedicata ai trasferimenti di denaro tra utenti PDA. Hurley ha quindi inviato il suo curriculum e ha ricevuto un'offerta di colloquio, durante il quale, per mostrare il suo talento, gli è stato chiesto di disegnare un logo che è diventato per anni il logo ufficiale di PayPal.
È stato durante questo periodo che ha incontrato Steve Chen e Jawed Karim, due ingegneri di PayPal con i quali ha sviluppato diverse idee di business. Nel 2002, quando eBay ha acquisito PayPal per 1,54 miliardi di dollari, Hurley ha ricevuto un bonus che ha utilizzato per finanziare la loro attività futura. L'azienda è aiutata anche dal rapporto con Roelof Botha, l'ex CFO di PayPal.

### YouTube

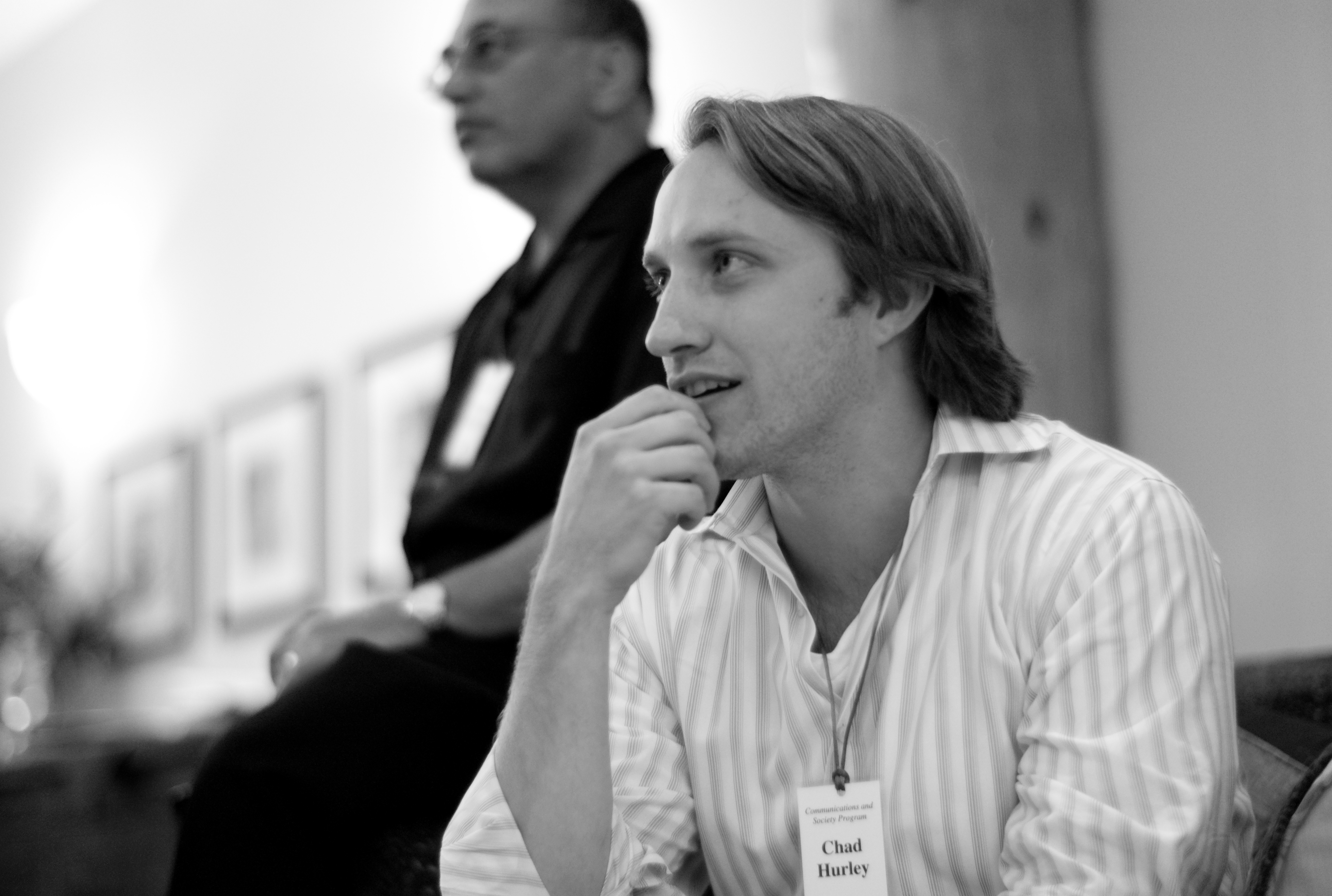
Hurley nel 2007

Hurley ha fondato YouTube nel 2005 con Steve Chen e Jawed Karim. Il 16 ottobre 2006, Chen e Hurley hanno venduto YouTube a Google Inc. (ora Google LLC) per 1,65 miliardi di dollari. Il Wall Street Journal ha riportato che Hurley ha ricevuto direttamente 694.087 azioni Google e altre 41.232 azioni in un trust.
Gli altri due co-fondatori di YouTube, Steve Chen e Jawed Karim, hanno ricevuto 625.366 azioni e 137.443 azioni, per un valore rispettivamente di 326,2 milioni di dollari e 64,6 milioni di dollari. Il rapporto del Journal si basava sulla dichiarazione di registrazione di Google presso la SEC depositata il 7 febbraio 2007.
Hurley si è dimesso da CEO di YouTube nell'ottobre 2010 e ha dichiarato che sarebbe rimasto come consulente, consentendo a Salar Kamangar di assumere la posizione di CEO.

### MixBit
Nell'agosto 2013, Hurley ha lanciato un'altra società chiamata MixBit che si occupa di editing video utilizzando gli smartphone. Secondo Steve Chen, è stata un'idea di Chad trasformare Avos in MixBit anche prima dell'inizio di YouTube.
L'app assomiglia ad altre famose app per smartphone di registrazione di brevi video come Vine, Instagram e Vyclone. Il suo limite di registrazione si estende fino a 256 clip e ogni clip può durare al massimo 16 secondi. Dispone anche di strumenti di modifica simili alle altre app concorrenti.

### Formula Uno
Hurley è stato coinvolto come uno dei principali investitori con US F1 Team, uno dei nuovi concorrenti nelle corse automobilistiche di Formula Uno per la stagione 2010. Il 2 marzo 2010, il personale della squadra è stato licenziato dalle sue funzioni e la squadra è stata ufficiosamente chiusa. Né Hurley, né il team principal Ken Anderson né il direttore sportivo Peter Windsor hanno voluto commentare il fallimento della squadra nel raggiungere la griglia di partenza.

### Investimenti
Hurley ha fatto diversi investimenti. È proprietario di minoranza dei Golden State Warriors della NBA e del Los Angeles Football Club della MLS.
Il 25 gennaio 2021, Hurley ha annunciato su Twitter di essere diventato un investitore del Leeds United, la squadra di calcio della Premier League inglese.

## Vita privata
Hurley ha sposato in prime nozze Kathy Clark, figlia dell'imprenditore della Silicon Valley James H. Clark.  Hanno divorziato nel 2012. Hurley si è risposato nel 2020 con Elise Walden.